# امیلیانو پاتارلو
امیلیانو پاتارلو (انگلیسی: Emiliano Pattarello؛ زادهٔ ۳۰ ژوئیهٔ ۱۹۹۹) بازیکن فوتبال است.